# Bombus cryptarum
Bombus cryptarum — вид джмеля. Він є автохтонним для північної півкулі, де він є «одним з найпоширеніших джмелів у світі». Він зустрічається по всій Європі, Азії та західній Північній Америці. 
Повне поширення видів незрозуміле через таксономічну невизначеність. Він є частиною видового комплексу кількох джмелів з підроду Bombus sensu stricto, які дуже схожі між собою і їх важко розрізнити.
Його було виявлено на Британських островах.
У північних регіонах цей джміль живе на рівнинах, особливо в вересових екосистемах. У південних регіонах його можна зустріти в гірських оселищах.